# David Jahn
Johann David Jahn (* 10. Mai 1798 in Rohrbach; † 5. Dezember 1870 in Blankenburg) war Pfarrer und Parlamentspräsident in Schwarzburg-Rudolstadt.

## Leben
David Jahn war der Sohn eines Laboranten und Medizinhändlers. Er studierte Theologie in Jena, wo er 1817/18 Mitglied der Urburschenschaft wurde. Er wurde am 22. April 1821 ordiniert und wurde dann Pfarrer in Eyba. 1828 wurde er Pfarrer in Griesheim.
Nach der Märzrevolution engagierte er sich politisch. Im April 1849 und erneut im März 1850 war er für den verhinderten Abgeordneten Dr. Arthur Fröbel Mitglied des Landtags. Seit dem 8. Juli 1852 war er endgültig gewählter Abgeordneter für den 3. (Stadtilmer) Wahlkreis. Am 13. Februar 1854 setzte er sich in einer Kampfabstimmung um das Amt des Parlamentspräsidenten (offizielle Bezeichnung war: Direktor des Landtags) gegen seinen Vorgänger, Johann Heinrich Christian Stieler, durch. Bereits am 11. März 1854 kam es erneut zu einer Wahl des Landtagspräsidenten, bei der Stieler gewählt wurde.
Jahr wurde 1866 als Griesheimer Pfarrer emeritiert und lebte danach in Blankenburg. 
Auch sein Bruder Michael Jahn und sein Schwager Eduard Hoë waren Mitglieder des Landtags.